# Piero di Cosimo de' Medici
Piero di Cosimo de' Medici eller blot Piero I de' Medici (født 1416, død 2. december 1469), undertiden også blot kaldet Piero il Gottoso (Piero den gigtsvage), var storhersker i Firenze fra 1464 til 1469. Hans tilnavn, den gigtsvage, refererede til den gigtsygdom, som han led af og som også var årsagen til hans tidlige død. Piero var den ældste søn af Cosimo de' Medici, og han var derfor arving til Medici-dynastiet. Han fik selv to sønner, Lorenzo de' Medici og Giuliano de' Medici, som begge herskede over Firenze efter Piero's død i 1469.

## Liv
Piero blev født i 1416 og var dermed den ældste søn af Cosimo de' Medici. Hans far, Cosimo, var den første person fra Medici-familien, som blev udnævnt til storhersker i Firenze. På grund af Pieros gigtsygdom var det dog begrænset, hvor meget han kunne hjælpe faren med at regere. Piero varetog ikke nogle særlige embeder i Firenze, mens faren herskede, hvilket i højere grad blev overladt til Pieros bror, Giovanni.
Efter farens død i 1464 blev Piero udnævnt til familiens overhoved og overtog magten i Firenze. I hans regeringsperiode fastholdt han som udgangspunkt den kurs, som faren havde lagt. Dog lagde han en strammere kurs i familievirksomheden, Medici banken, hvilket blandt andet førte til, at han tilbagekaldte en del usikre lån. Dette medførte, at hadet imod Medici-regimet blevet øget, idet kravet om tilbagebetaling af lånene medførte, at de berørte låntagere gik konkurs.
Piero var udsat for et mordforsøg, som dog blev afværget. Det var Pieros egen søn, Lorenzo, som afværgede mordforsøget og dermed reddede Pieros liv. 